# Testimone d'accusa (Agatha Christie)
Testimone d'accusa (The Witness for the Prosecution) è un racconto di Agatha Christie. Pubblicato inizialmente col titolo "Traitor's Hand" sulla rivista Flynn's Weekly del 31 gennaio 1925, apparve nell'antologia di racconti The Hound of Death del 1933, stampata solo nel Regno Unito. Nel 1948 fu inserito nella raccolta di racconti The Witness for the Prosecution and Other Stories. In occasione dell'adattamento teatrale del 1953, Agatha Christie ampliò la storia cambiando il nome di alcuni personaggi e inserendo Sir Wilfrid Robarts come consigliere per la difesa.

## Trama
Leonard Vole viene arrestato per l'omicidio di Emily French, un'anziana benestante. Ignara che l'uomo fosse sposato, la donna lo aveva nominato suo principale erede, appuntando pertanto i sospetti degli inquirenti su Vole. Quando sua moglie, l'austriaca Romaine, accetta di testimoniare, invece di muoversi in sua difesa si rivela un'efficace testimone dell'accusa. La trama di questo breve racconto si sviluppa sul dubbio del lettore di considerare il signor Vole colpevole o innocente. Sarà soltanto nel finale, che con un inaspettato e incredibile colpo di scena; verrà alla luce l'incredibile verità su quello che sembra un normale caso di omicidio per denaro.

## Adattamenti
Nel 1957 il regista Billy Wilder trasse dalla commedia teatrale, rielaborata dal racconto, il film omonimo che ottenne sei candidature agli Oscar.
Nel 2016 venne prodotta una miniserie TV in due puntate diretta da Julian Jarrold.

## Edizioni italiane
- Testimone d'accusa, traduzione di Ada Salvatore, Collana Il Girasole n.90, Milano, Mondadori, 1958,  p. 187.
- Testimone d'accusa, Collana Giallo Cinema allegata al Giallo Mondadori n.1509, Milano, Mondadori, 1978.
- Testimone d'accusa e altre storie, Collana Tutti i racconti di Agatha Christie n.5, Milano, Mondadori, 1981.
- Il segugio della morte, traduzione di Giuseppe Lippi, collana Oscar Mondadori, Milano, Mondadori, 1982,  p. 99, ISBN 9788804210757.
- Witness for the Prosecution - Testimone d'accusa (testo inglese a fronte), Collana Oscar paralleli, Milano, Mondadori, 1992,  p. 160, ISBN 978-88-04-36474-0.
- Testimone d'accusa e altre storie, traduzione di Hilia Brinis, Collana Oscar Scrittori del Novecento n.1464, Milano, Mondadori, 2003,  p. 235, ISBN 978-88-04-52081-8.